# Metro (televízióadó)
A Metro egy lengyel televízióadó, mely 2016. december 2-án indult. Tulajdonosa az Agora SA volt, majd nem sokkal a csatorna indulása után a Discovery Communications megvette a részvények 49%-át. A Discovery 2017 augusztusában bejelentette, hogy a csatorna részvényeinek maradék 51%-át is meg kívánja vásárolni 19 millió PLN összegű áron.
A csatornán főleg mozifilmek, életmód- és dokumentumfilmek láthatóak.